# Бабакс великий
Ба́бакс великий (Pterorhinus waddelli) — вид горобцеподібних птахів родини Leiothrichidae. Мешкає в Тибеті. Вид названий на честь Лоренса Воделла, шотландського мандрівника і колекціонера, який зібрав голотип великого бабакса на березі тибетської річки Ярлунг-Цангпо

## Опис
Великий бабакс досягає довжини 31 см і є одним з найбільших представників родини Leiothrichidae, поряд з великою чагарницею. Забарвлення коричнево-сіре, поцятковане чорними смугами.

## Підвиди
Виділяють два підвиди:
- P. w. waddelli (Dresser, 1905) — південно-східний Тибет;
- P. w. jomo (Vaurie, 1955) — східний Непал, західний Бутан і південь центрального Тибету.

## Поширення і екологія
Великі бабакси живуть в чагарникових заростях. Зустрічаються на висоті від 2700 до 4600 м над рівнем моря. Живляться плодами, насінням і дрібними комахами. Віддають перевагу плодам обліпихи. Зустрічаються поодинці, парами або групами до 8 птахів. Сезон розмноження триває з березня до липня.

## Збереження
МСОП класифікує стан збереження цього виду як близький до загрозливого. За оцінками дослідників, популяція великих бабаксів становить близько 120 тисяч птахів. Їм загрожує знищення природного середовища.